# Agulla flexa
Agulla flexa is een kameelhalsvliegensoort uit de familie van de Raphidiidae. De soort komt voor in het zuidwesten van de Verenigde Staten.
De naam Agulla flexa werd in 1936 gepubliceerd door Carpenter.